# پل واربرگ
پل موریتز واربرگ (انگلیسی: Paul Warburg؛ ۱۰ اوت ۱۸۶۸ – ۲۴ ژانویهٔ ۱۹۳۲) یک سیاست‌مدار، و بانک‌دار آمریکایی از نژاد یهودی آلمانی بود. بیشتر شهرت او به خاطر نقش تأثیرگذار در ایجاد بانک مرکزی آمریکا، فدرال رزرو است.

## زندگینامه
واربرگ در هامبورگ آلمان در خانواده واربرگ که یک خانواده بانکدار یهودی معروف با ریشه ونیزی بود متولد شد. والدین او موریتز و شارلوت واربرگ بودند. بعد از فارغ‌التحصیلی از ریلجیمناسیوم در هامبورگ در سال ۱۸۸۶ او در شرکت سیمون حایر که یک شرکت واردات و صادرات در هامبورگ بود شروع به کار کرد. او در همین زمان در ساموئل مونتاگ و شرکاء که بانکدار در لندن بودند و در بانک روسه در پاریس نیز کار می‌کرد.
در سال ۱۸۹۱ او در شرکت خانوادگی ام. ام. واربرگ شروع به کار کرد که در سال ۱۷۹۸ توسط پدرپدربزرگش ایجاد شده بود. در سال ۱۸۹۵ او با نینا لوئب دختر سولومون لوئب در نیویورک ازدواج کرد. این زوج دارای یک پسر به نام جیمز پل واربرگ و یک دختر به نام بتینا واربرگ شدند.

## در عرصه کار

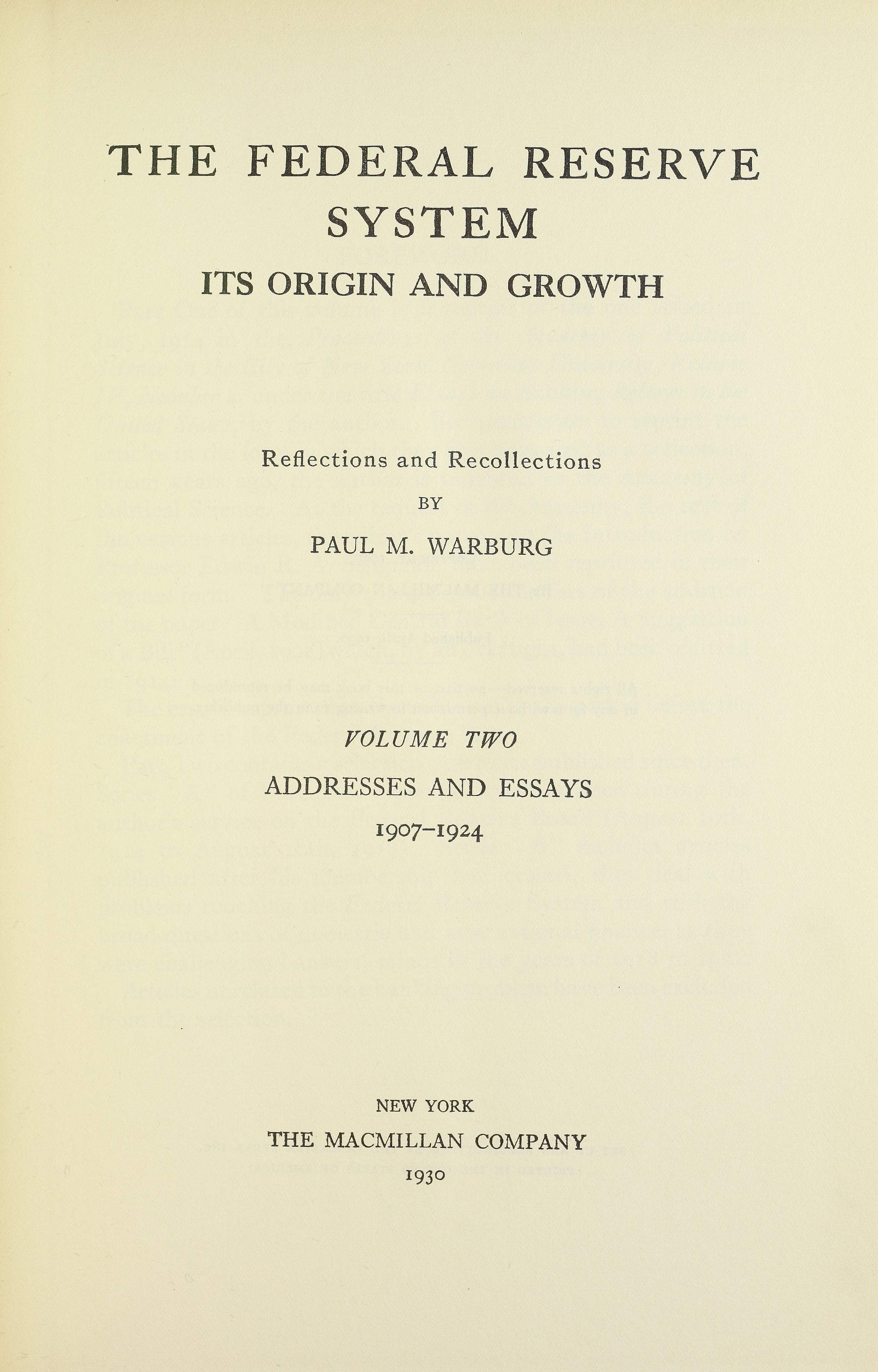
Paul Moritz Warburg, Addresses and essays, 1930

واربرگ در اقتصاد آلمان و ایالات متحده تأثیر زیادی داشت. او در شرکت کوهن، لوئب و شرکاء شروع به کار کرد که توسط پدرخوانده او جاکوب شیف مدیریت می‌شد. واربرگ در سال ۱۹۱۱ تابعیت ایالات متحده دریافت کرد. واربرگ در سال ۱۹۱۰ رئیس شرکت ولزفارگو شد. او در سال ۱۹۱۴ بعد از اینکه به سمت ریاست فدرال رزرو انتخاب شد از این پست کناره گیری کرد.
واربرگ مهمترین مدافع بانکداری مرکزی بود. بیشتر همزمانان وی، او را مهمترین فرد در تأسیس بانک مرکزی آمریکا، فدرال رزرو میدانند. راسل رفینگول که در بانک جی. پی. مورگان رئیس بود، او را مهمترین فرد در آوردن سیاستهای بانکداری اروپایی به ایالات متحده می‌دانست. هارولد کلاک واربرگ را آرامترین فردی که یک انقلاب را از درون مدیریت کرد میداند. او می‌نویسد این فرد خجالتی و حساس ایده خود را به ۱۰۰ میلیون آمریکایی تحمیل کرد.
بعد از اینکه واربرگ در سال ۱۹۰۲ به نیویورک رسید، به شدت اعتقاد پیدا کرد که بانکداری در آمریکا به قدر کافی مرکزی نیست. او که آگاه بود که به عنوان یک خارجی با زبان انگلیسی ناکافی قادر به این کار در وهله اول نیست، چهار سال در پشت میز نشست. در سال ۱۹۰۶ هنگامی که در مهمانی ادوین سلیگمن استاد دانشگاه کلمبیا که او هم یهودی و مدافع بانکداری مرکزی بود متقاعد شد که وظیفه او ایجاد بانکداری مرکزی در آمریکا است.
کمی بعد از این واربرگ در روزنامه نیویورک تایمز مقاله‌ای به نام کاستیهای سیستم بانکی ما نوشت. او نوشت ایالات متحده از نظر پیشرفت بانکداری معادل بانکداری اروپا در زمان مدیچی‌ها (قرن ۱۶) و بانکداری آسیا در زمان حمورابی است. به عقیده واربرگ بانک مرکزی اجازه می‌داد که هرگاه هر بانکی دچار کاهش ذخیره شد بتواند از ذخایر بانکهای دیگر استفاده کند و اینکار باعث گسترش قدرت بانکداری خواهد شد.
بعد از اینکه بازار آمریکا در سال ۱۹۰۷ دچار شوک اقتصادی شدیدی شد عقاید واربرگ بیشتر مورد توجه قرار گرفت. او دو مقاله دیگر در تدوین بانکداری مرکزی خود به نام برنامه برای یک بانک مرکزی و یک بانک ذخیره برای ایالات متحده نوشت.
در سال ۱۹۰۸ واربرگ آنقدر قدرت یافت که نلسون آلدریچ که یک سیاستمدار اهل رود آیلند بود از او درخواست توصیه برای تغییر در پول کرد. در سال ۱۹۱۰ آلدریچ از واربرگ درخواست کرد که به همراه بقیه بانکداران معروف در یک مهمانی در جزیره جکیل حضور به هم رساند که در این مهمانی مقدمات تأسیس بانک مرکزی آمریکا رقم خورد. پنج سال بعد از شروع تلاشهای آلدریچ برای ایجاد بانک مرکزی ایده او در قالب طرح آلدریچ به مجلس آمریکا رفت.
او همچنین در سال ۱۹۲۱ شورای سیاست خارجی را تأسیس کرد و مدیر آن شد.
واربرگ در سال ۱۹۳۲ در نیویورک درگذشت. در زمان مرگش او در هیئت رئیسه بیش از ده بانک و شرکتهای مختلف بود. پسر او جیمز واربرگ مشاور رئیس جمهور آمریکا فرانکلین روزولت بود.